# Mulati
Mulati su potomci iz mješovitih brakova između bijelaca i crnaca. Žive uglavnom u Angloamerici i Latinskoj Americi, kao i u dijelovima Afrike. Najviše ih ima u SAD-u.